# Jambu (Wanareja)
Jambu is een bestuurslaag in het regentschap Cilacap van de provincie Midden-Java, Indonesië. Jambu telt 2585 inwoners (volkstelling 2010).